# Tristan Gommendy
Tristan Gommendy (Le Chesnay, Francia; 4 de enero de 1979) es un piloto de automovilismo francés.

## Carrera
En el año 2000 debuta en la Fórmula 3, un año después queda quinto en el campeonato francés de Fórmula 3 con el equipo ASM. Para 2001 repite en el mismo equipo quedando en el undécimo puesto y un año más tarde se titula campeón de la Fórmula 3 con ASM tras conseguir 5 victorias y 10 podiums, además de lograr el récord histórico de 10 pole position en esa categoría.
Para 2003 participa en la Fórmula Renault V6 en el equipo ARTA-Signature donde consigue dos victorias que lo dejan en el tercer puesto.
En 2004 participa en la entonces World Series by Nissan con el equipo Saulnier Racing, no consigue victoria alguna pero logra 5 podiums quedando en el puesto 5º entre los pilotos. Para la temporada 2005 de la World Series by Renault se cambia al equipo KTR donde logra su primera victoria en World Series, sin embargo logra mejorar una posición al final del campeonato respecto a su participación en 2004.
Debuta en la GP2 Series en el equipo iSport International para la temporada 2006 junto al venezolano Ernesto Viso pero luego de 9 carreras sin conseguir buenos resultados es reemplazado por el piloto alemán Timo Glock quien venía de la Fórmula 1.
En 2007 pasa a la categoría Champ Car en el equipo PKV Racing junto a Neel Jani.
En 2008, participa en la Superleague Formula con el equipo FC Porto. En el 2010 sigue en esa competición en los clubes Galatasaray y Olympique de Lyon sus mejores resultados en esa temporada son 2 terceros puestos. En 2011 termina 13º en la Superleague Fórmula a pesar de haberse llevado 3 de las 4 poles que se disputaron en la temporada.

## Resultados

### 24 Horas de Le Mans
| Año     | Equipo                | Copilotos                                | Automóvil           | Clase  | Vueltas | Pos. | Pos. Clase |
| ------- | --------------------- | ---------------------------------------- | ------------------- | ------ | ------- | ---- | ---------- |
| 2003    | Racing for Holland    | Felipe Ortiz Beppe Gabbiani              | Dome S101-Judd      | LMP900 | 316     | DNF  | DNF        |
| 2004    | Gerard Welter         | Jean-Bernard Bouvet Bastien Brière       | WR LM2004-Peugeot   | LMP2   | 137     | DNF  | DNF        |
| 2010    | Gerard Welter         | Philippe Salini Stéphane Salini          | WR LMP2008-Zytek    | LMP2   | 308     | 23.º | 8.º        |
| 2013    | Signatech-Alpine      | Pierre Ragues Nelson Panciatici          | Alpine A450-Nissan  | LMP2   | 317     | 14.º | 8.º        |
| 2014    | Thiriet by TDS Racing | Pierre Thiriet Ludovic Badey             | Ligier JS P2-Nissan | LMP2   | 355     | 6.º  | 2.º        |
| 2015    | Thiriet by TDS Racing | Pierre Thiriet Ludovic Badey             | Oreca 05-Nissan     | LMP2   | 204     | DNF  | DNF        |
| 2016    | Eurasia Motorsport    | Nick de Bruijn Pu Jun Jin                | Oreca 05-Nissan     | LMP2   | 348     | 9.º  | 5.º        |
| 2017    | Jackie Chan DC Racing | David Cheng Alex Brundle                 | Oreca 07-Gibson     | LMP2   | 363     | 3.º  | 2.º        |
| 2018    | Graff-SO24            | Vincent Capillaire Jonathan Hirschi      | Oreca 07-Gibson     | LMP2   | 366     | 6.º  | 2.º        |
| 2019    | Graff                 | Vincent Capillaire Jonathan Hirschi      | Oreca 07-Gibson     | LMP2   | 362     | 14.º | 9.º        |
| 2020    | Duqueine Team         | Konstantin Tereshchenko Jonathan Hirschi | Oreca 07-Gibson     | LMP2   | 100     | DNF  | DNF        |
| 2021    | Duqueine Team         | René Binder Memo Rojas                   | Oreca 07-Gibson     | LMP2   | 357     | 14.º | 9.º        |
| Fuente: |                       |                                          |                     |        |         |      |            |

### GP2 Series
(Clave) (negrita indica pole position) (cursiva indica vuelta rápida puntuable)

| Año  | Escudería            | 1   | 1   | 2   | 2   | 3   | 3   | 4   | 4   | 5   | 5   | 6   | 6   | 7   | 7   | 8   | 8   | 9   | 9   | 10  | 10  | 11  | 11  | Pos. | Puntos | Ref.  |
| ---- | -------------------- | --- | --- | --- | --- | --- | --- | --- | --- | --- | --- | --- | --- | --- | --- | --- | --- | --- | --- | --- | --- | --- | --- | ---- | ------ | ----- |
| 2006 | iSport International | VAL | VAL | IMO | IMO | NÜR | NÜR | BAR | BAR | MON | MON | SIL | SIL | MAG | MAG | HOC | HOC | BUD | BUD | EST | EST | MNZ | MNZ | 20.º | 6      | [ 2 ] |
| 2006 | iSport International | Ret | 11  | Ret | 17  | 13  | 12  | 5   | 5   | Ret | Ret |     |     |     |     |     |     |     |     |     |     |     |     | 20.º | 6      | [ 2 ] |

### Campeonato Mundial de Resistencia de la FIA
(Clave) (negrita indica pole position) (cursiva indica vuelta rápida)

| Año  | Escudería             | Clase | Automóvil       | 1   | 2   | 3   | 4   | 5   | 6   | 7   | 8   | 9   | Pos. | Puntos | Ref.  |
| ---- | --------------------- | ----- | --------------- | --- | --- | --- | --- | --- | --- | --- | --- | --- | ---- | ------ | ----- |
| 2017 | Jackie Chan DC Racing | LMP2  | Oreca 07-Gibson | SIL | SPA | LMS | NÜR | MEX | COA | FUJ | SHA | BHR | 11.º | 77     | [ 3 ] |
| 2017 | Jackie Chan DC Racing | LMP2  | Oreca 07-Gibson | 8   | 10  | 2   | 5   | 6   | 5   | Ret | 8   | 8   | 11.º | 77     | [ 3 ] |